# Tam cương ngọc bối
Tam cương ngọc bối là bài quyền của võ phái Lam Sơn căn bản-một võ phái cổ truyền ở Thanh Hóa-Việt Nam

## Các thế trong bản thảo
1. - Song mã dong cương
  - Trảo lực trọng điểm
  - Mã hầu tọa điểm
  - Tọa địa thế truy ô
  - Phi cước thượng lâm
  - Thôi sơn tiễn khách
  - Kim ô long vũ
  - Áp ngọc truy đăng
  - Hồi cước truy đăng
  - Tả dực khai sơn
  - Tiều phu phát mộc
  - Nghịch cước truy tâm
  - Áp ngọc phạt cương
  - Mãnh hổ nhập động